# Milan Neralić
Milan Neralić (n. 26 februarie 1875, Slunj, cantonul Karlovac, Croația – d. 17 februarie 1918, Viena, Austro-Ungaria) a fost un scrimer austriac, medaliat olimpic. A participat la o ediție a Jocurilor Olimpice (1900) în care a câștigat o medalie de bronz.

## Participări
Lista de mai jos prezintă principalele competiții la care a participat Milan Neralić de-a lungul carierei.
- fencing at the 1900 Summer Olympics – men's masters sabre[*]